# گلمه (زرداب)
گلمه (به لاتین: Gəlmə) یک منطقه مسکونی در جمهوری آذربایجان است که در شهرستان زردآب واقع شده‌است. گلمه ۲۱۴۲ نفر جمعیت دارد.